# Prinsessan Sibyllas våning

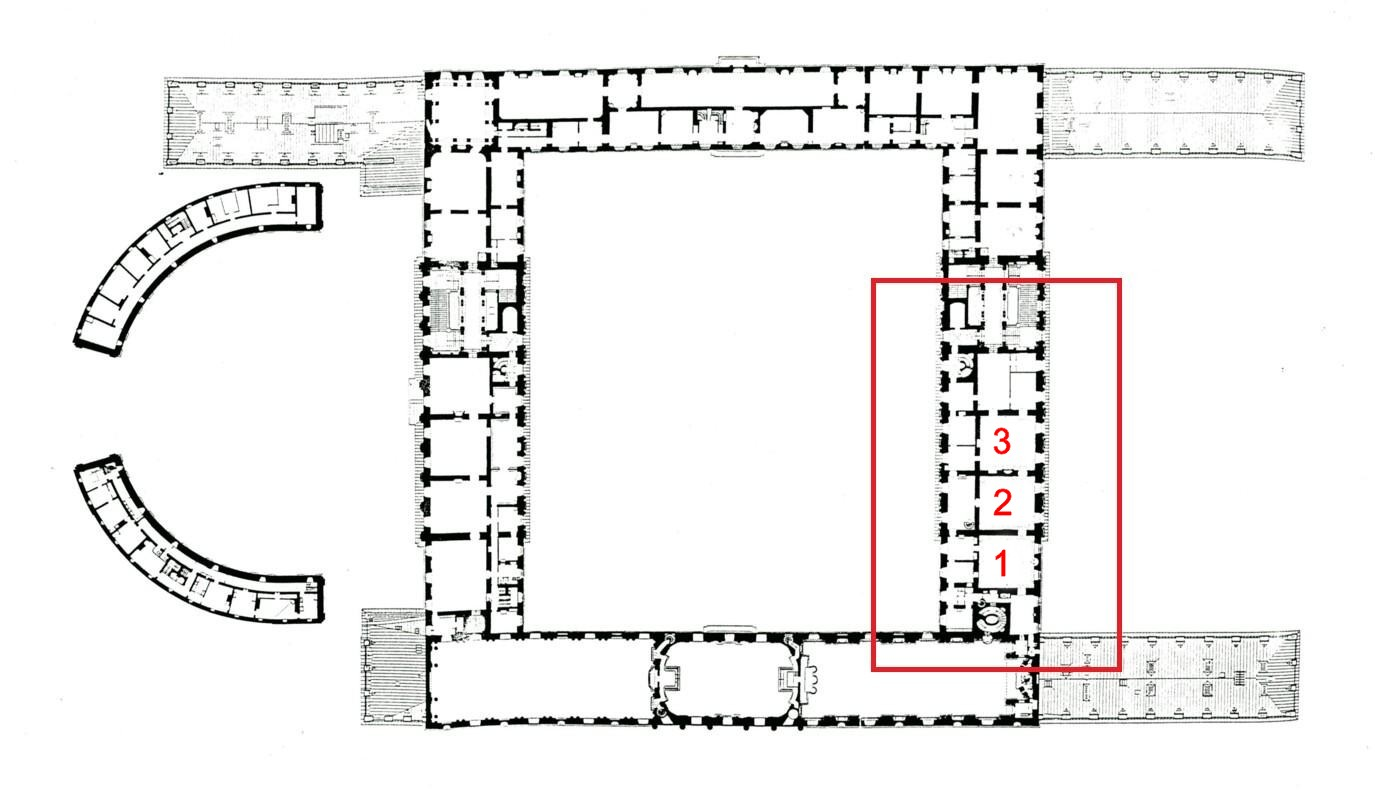
Stockholms slott, vån. 1 tr, Privatvåningen:
1. Privat (tidigare Drottning Victorias skrivrum)
2. Privat (Gula salongen)
3. Privat (Blå salongen)

Prinsessan Sibyllas våning, ligger en trappa upp i den östra längan på Stockholms slott. Historiskt kallad bland annat Drottning Victorias våning och efter dess senast kända invånare prinsessan Sibylla. Den har under slottets historia varit en del av slottet där kungen eller någon nära släkting har haft sin privata bostad. Våningen används idag som kungaparets vardagliga representationsvåning, och är inte öppen för allmänheten. Avdelningen ligger exakt under Prins Bertils våning och har samma bruttoarea; cirka 500 m². Rummen uppkallades "blå", "gul" och "röd" efter den inredning som fanns under en viss period och bytte namn till en annan färg, när en ny inredning skapades. Så hette exempelvis dagens Gula salongen tidigare Röda salongen.  

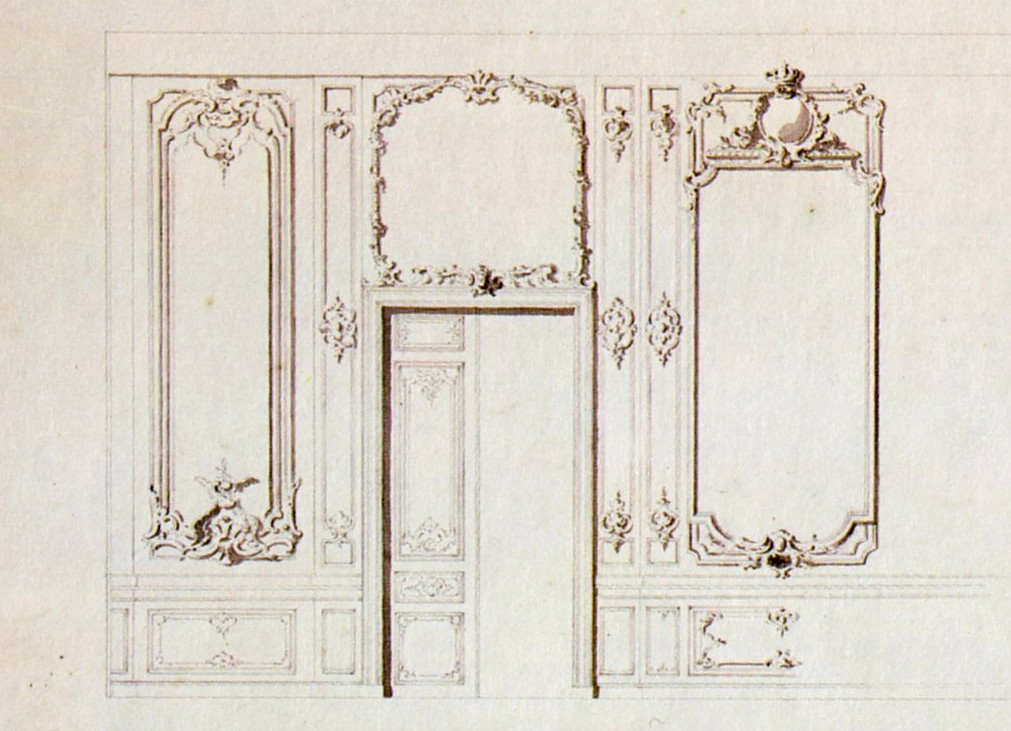
Carl Hårlemans skiss till prins Gustavs audiensrum 1750.

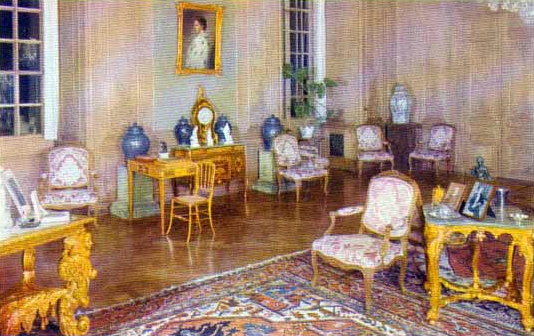
I Drottning Victorias våning, 1940-tal.

Våningen disponerades ursprungligen av kronprins Gustav (III). Oscar I:s drottning Josefina bodde i våningen fram till sin död, och Victoria av Baden flyttade in i våningen efter sitt bröllop med kronprins Gustaf (V) 1881; Gustaf disponerade den sedermera Prins Bertils våning ovanför. Prinsessan Sibylla och hennes barn flyttade in från Haga slott 1950, efter att hennes make Gustaf Adolf omkommit 1947. Den användes då för representation men hade även en privat del. Våningen står till stor del som prinsessan Sibylla lämnade den efter sin bortgång 1972. Carl XVI Gustaf och drottning Silvia bodde här fram till 1981, då familjen flyttade ut till Drottningholms slott.
Ett av rummen är känt som Blå salongen (tidigare prinsessan Sibyllas Yttre salong) där förlovningarna eklaterades för såväl Carl XVI Gustaf och Silvia Sommerlath 1976 som kronprinsessan Victoria och Daniel Westling 2009. Åren 1754 till 1771 var det kronprinsen Gustav III:s förmak. Bland våningens övriga rum märks Gula salongen (tidigare prinsessan Sibyllas Inre salong), som var ursprungligen Gustav III:s audiensrum och hette Röda salongen under perioden 1823 till 1872. Rummet har kvar Carl Hårlemans inredning med pilastrar och dörröverstycken.
I anslutning låg också kronprins Gustavs sängkammare (nr. 1 på orienteringsplanen). Mellan 1872 och 1907 fungerade det som sovrum för kronprinsparet Gustav V och Victoria, därefter var det drottning Victorias skrivrum. Under prinsessan Sibyllas tid var det matsalen.